# Evolver
Evolver es el tercer álbum de estudio del cantante de R&B y soul John Legend, publicado por la GOOD Music y Columbia Records el 28 de octubre de 2008 en los Estados Unidos y el 20 de octubre en el Reino Unido. Cuenta con colaboraciones de Kanye West, Brandy, Estelle y Andre 3000, entre otros.
El álbum debutó en el número cuatro en la Billboard 200 estadounidense con la venta de 132 823 copias. También entró en el UK Albums Chart en el número 21, y alcanzó el número 26 en las listas de álbumes japonesas, así como el número 5 en la lista japonesa de extranjeros. El álbum ha recibido reseñas positivas de los críticos de música. Desde el lanzamiento del álbum, ha vendido 617 528 copias en los EE. UU. y ha sido certificado Oro por la RIAA.

## Lista de temas
- 01. Good Morning Intro
- 02. Green Light
- 03. It's Over
- 04. Everybody Knows
- 05. Quickly feat. Brandy
- 06. Cross The Line
- 07. No Other Love feat. Estelle
- 08. This Time
- 09. Satisfaction
- 10. Take Me Away
- 11. Good Morning
- 12. I Love You Love
- 13. If You're Out There
- 14. Can't Be My Lover (Bonu # s Track)
- 15. It's Over (Teddy Riley Remix Bonus Track)